# تلمبه همت‌آباد
تلمبه همت‌آباد یک منطقهٔ مسکونی در ایران است که در دهستان بهرمان واقع شده‌است.